# Cesó
Cesó (llatí: Kaeso [káe̯soː]) és un praenomen romà que fou comú els primers anys de la República però força restringit a un petit nombre de famílies i finalment caigut en desús el segle i aC. La forma femenina és Cèsula o Cesil·la, i a més donà nom a la gens Cesònia. En les inscripcions s'abreuja sempre K., car en llatí l'ortografia més comuna era Kaeso, més que no pas Caeso (que, d'altra banda, també està testimoniat).
Cesó degué ser un nom comú durant la Monarquia i durant la primera República, els segles v i iv aC, però ràpidament fou abandonat per gran nombre de famílies i mantengut només per gentes com la Fàbia, la Quíntia i la Duília, i també es troba documentat en la gens Acília, la Fabrícia i l'Atília. No obstant això, aquestes famílies també l'acabaren per abandonar, i els darrers portadors d'aquest nom foren del segle i aC.

## Origen
L'etimologia més popular entre els antics per l'antropònim de Cesó és la que ofereix Plini, seguit per Fest, que considerà que derivava del verb caedere 'tallar'; l'explicació proposada diu que el posaven als fills que naixien per cesària, és a dir, tallats. Aquesta etimologia, que també s'ha atribuït al cognomen Cèsar, no té el suport de la lingüística moderna, que s'hi oposa per motius morfològics.
Pel que fa a les hipòtesis modernes, Mommsen i Marquardt relacionaren el nom amb la mateixa arrel de caedere però proposant que la motivació estaria motivada en les Lupercàlia, una antiga festa romana en què els luperci ('germandat dels llops') corrien per la part antiga de Roma arriant llanderades a les joves i nines que s'aplegaven per rebre-les, car hom considerava que afavorien la fertilitat. En canvi, actualment ha rebut més acceptació la proposta de fer-lo derivar de l'adjectiu caesius 'blau grisós', sovint emprat per referir-se al color dels ulls. El gramàtic Fest ja va anticipar aquesta etimologia per la forma femenina Caesula, i també era una etimologia corrent pel cognomen Cèsar, com Varró ja va proposar.

## Personatges anomenats així

### Gens Fàbia
- Cesó Fabi Vibulà, tres vegades cònsol entre el 484 i el 479 aC.
- Cesó Fabi Ambust, quatre vegades tribú consolar entre els segles v i iv aC.
- Cesó Fabi Dorsó, personatge rellevant durant el Setge de Roma del 390 aC.

### Gens Duília
- Cesó Duïli Long, decemvir el 450 aC.
- Cesó Duïli, cònsol el 336 aC.

### Membres d'altresgentes
- Cesó Quinci Flaminí, magistrat romà el segle iii aC.
- Cesó Emili Varri, arquitecte romà d'època incerta.